# Документы Сиссона
Документы Сиссона — комплекс из нескольких десятков документов, якобы доказывающих, что большевистское руководство состояло из прямых агентов Германии, управляемых директивами немецкого Генерального Штаба. Приобретены в конце 1917 года специальным посланником президента США в России Эдгаром Сиссоном за 25 тысяч долларов и опубликованы в Вашингтоне в 1918 году. В настоящее время большинство учёных считают документы Сиссона целиком подложными и сфабрикованными польским писателем и журналистом Фердинандом Оссендовским.

## История «документов Сиссона»
В конце 1917 году Евгений Семёнов (Коган) — журналист, заведующий редакцией «Демократического издательства» межсоюзнической комиссии пропаганды, получил письмо с предложением приобрести документы, компрометирующие большевиков, от другого журналиста — Фердинанда Оссендовского. И тот, и другой уже успели отметиться в поисках «германского следа» (в частности, Семёнов заявлял, что это он уговорил редактора газеты «Новое живое слово» опубликовать 5 июля 1917 года материалы, «разоблачающие» Ленина). Первоначально эти документы они попытались продать ряду союзнических посольств в России, но со стороны последних не было проявлено интереса. Тогда Евгений Семёнов организует публикацию некоторых из этих документов на юге России, в издававшейся кадетами газете «Приазовский край». Поднявшаяся газетная шумиха привлекает внимание посла США Фрэнсиса и Эдгара Сиссона, приехавшего в Россию по поручению президента Вильсона как представитель пропагандистского ведомства США — Комитета общественной информации, и они сами идут на контакт с Семёновым. Заплатив 25 тысяч долларов, они получают в своё распоряжение эти документы.
Кадровый британский дипломат и разведчик Роберт Брюс Локкарт писал об Эдгаре Сиссоне следующее: «самым выдающимся из подвигов этого господина явилась, впрочем, покупка пакета так называемых документов, которыми не соблазнилась даже наша разведка, до того они были грубо подделаны». По той же причине от них отвернулись представители 2-го отдела Генерального штаба Франции. А вот Эдгар Сиссон, не будучи ни дипломатом, ни разведчиком, но будучи крайне политически заинтересован в чём-то в этом духе, предпочёл заплатить, несмотря на возражения более профессионально подготовленных сотрудников своей миссии.

## Анализ подлинности
В октябре 1918 года по прямому указанию президента США Вудро Вильсона «документы Сиссона» были опубликованы. Уже при первой публикации фотокопий ряда из этих документов в печати были высказаны серьёзные аргументы по поводу их поддельности — например, в документах, исходящих якобы от германского Генерального Штаба и адресованных в Швецию и Швейцарию, были проставлены даты по старому стилю, принятому тогда в России, но не в Германии.
Для удостоверения подлинности полученных документов власти США поспешили опереться на авторитет известных историков. В качестве экспертов были избраны ведущий американский славист А. Кулидж, директор исторических исследований Института Карнеги Дж. Джеймсон и главный консультант американского правительства по «русскому вопросу», профессор Чикагского университета С. Харпер. А. Кулидж не стал принимать участия в этой экспертизе, а двое других дали заключение о подлинности большей части документов, признав, что остальные сомнительны, но их подлинность также не исключается. Впоследствии Харпер писал: «Мой опыт с документами Сиссона ясно показал то давление, которому подвергаются профессора во время войны… для профессора невозможно было не внести свой вклад в развитие военного духа, даже если это было сопряжено с необходимостью заявлений определённо пристрастного характера».
Таким образом, для оправдания очевидной подозрительности документов была выдвинута версия, что, возможно, несколько из этих документов действительно являются фальшивками, изготовленными ретивыми агентами в погоне за дополнительной оплатой — но это не может бросить тень на подлинность всех остальных документов. Подлинники же были заперты президентом Вильсоном в сейфе и буквально забыты — их обнаружили случайно в 1952 году, при разборке личных архивов президента Гарри Трумэна, в одном из давно не использовавшихся сейфов.
В подлинность «документов Сиссона» не верил ни один серьёзный автор, независимо от своей политической позиции, включая таких лиц, посвятивших себя вопросу о немецких деньгах Ленина, как Мельгунов, Керенский и Бурцев.
Так, роль Оссендовского в подлоге была разоблачена ещё в 1921 году в брошюре морского офицера и редактора газеты «Дальний Восток» В. А. Панова.

## Заключение Джорджа Кеннана
Когда в 1955 году случайно обнаруженные подлинники «документов Сиссона» были переданы в Национальный архив в США, доступ к ним получил известный американский дипломат и историк Джордж Кеннан.
При исследовании этих документов он прежде всего обратил внимание на то, что содержание многих из этих документов явно противоречит известным историческим фактам об отношениях между Германией и большевиками, в частности, их острому противоборству вокруг Брестского мира. Уязвимыми для проверки оказались и многие конкретные обстоятельства, упоминаемые в «документах».
Можно привести характерный пример, показывающий, каким образом в этих «документах» создавалась видимость достоверности. Так, Джордж Кеннан выяснил, что упоминаемые в «документах» многочисленные «германские агенты», засылаемые на Дальний Восток, были сконструированы очень простым способом: просто-напросто использовались фамилии людей, с которыми так или иначе сталкивался журналист Оссендовский во время своего пребывания на Дальнем Востоке. При этом Джордж Кеннан опирался на опубликованную ещё в 1919 году брошюру проживавшего во Владивостоке морского офицера и редактора газеты «Дальний Восток» В. А. Панова, который вскрыл полную несостоятельность «документов», имеющих отношение к Дальнему Востоку.
Кроме того, проведя тщательную экспертизу машинописного шрифта «документов», американский исследователь выяснил, что для их изготовления использовалось пять различных пишущих машинок. Он установил, на каких именно пишущих машинках был выполнен каждый документ, и пришёл к выводу: «документы якобы из русских источников были реально изготовлены в том же самом месте, где и документы, претендующие на то, что они исходят от германских учреждений — это явный признак обмана».
В 1990 году к проделанной Кеннаном работе отечественный историк Геннадий Соболев добавил тщательный анализ фактических неточностей и противоречий, явно исторически неправдоподобных «подробностей» и так далее, содержащихся в документах. Среди них — именование правительства России в немецком документе, датированном 25 октября 1917 года, Советом Народных Комиссаров, хотя в тот день никакого СНК ещё не существовало, и лишь вечером этого дня Ленин с Троцким обсуждали возможные варианты названия будущего Временного рабочего и крестьянского правительства. В другом документе указывается неправильное (бытовое) название «Петербургское охранное отделение», хотя, во-первых, его официальное наименование было «Отделение по охранению общественной безопасности и порядка в столице», и, во-вторых, Петербург в это время давно уже именовался Петроградом. Подобного рода несуразности перечисляются на многих страницах.

## Авторство «документов Сиссона»
Исследование Джорджа Кеннана было продолжено известным петербургским историком В. И. Старцевым. Работая в Национальном архиве США, он обследовал личный фонд Эдгара Сиссона, где он обнаружил ещё около сорока документов того же происхождения, что и опубликованные сиссоновские, но имеющие более поздние даты, и так и не вышедшие в свет.
Среди них — так называемые «документы Никифоровой», призванные доказать, что Германия, готовясь к первой мировой войне, загодя составляла планы финансовой поддержки большевиков в своих интересах. Анализ Старцевым этих документов неопровержимо доказал, что они были сочинены «ретроспективным» путём, чтобы в подкрепление к уже имеющимся фальшивкам подверстать более «старый» документ «немецкого происхождения». В частности, некий циркуляр Германского генерального штаба своим военным агентам от 9 июня 1914 года, перечисляет среди стран — противников Германии Италию, хотя тогда она была членом Тройственного союза и переметнулась к Антанте только в 1915 году. Другой документ — циркуляр Министерства финансов Германии от 18 января 1914 года — рекомендовал дирекциям кредитных учреждений установить теснейшую связь и совершенно секретные сношения с предприятиями, поддерживающими оживленные сношения с Россией, и среди них — с банкирской конторой «Фюрстенберг» в Копенгагене. Но банкирская контора «Фюрстенберг» никогда не существовала, а реальный Фюрстенберг-Ганецкий жил в это время в Австро-Венгрии, где перебивался с хлеба на воду. Директором же экспортно-импортной конторы Парвуса в Копенгагене он стал только в 1915 году.
Многие документы были изготовлены на поддельных бланках и украшены угловыми штампами никогда не существовавших немецких учреждений: «Центрального отделения Большого генерального штаба Германии», «Генерального штаба флота открытого моря Германии» и «Разведывательного бюро Большого генерального штаба» в Петрограде.
Старцев не только доказал поддельность и органическое сходство обнаруженных им документов и опубликованных «документов Сиссона», но и указал единый источник их происхождения — известного журналиста и писателя Фердинанда Оссендовского. Этот талантливый мистификатор, как установил Старцев, с ноября 1917 по апрель 1918 года изготовил около 150 документов о «германо-большевистском заговоре».

## Документ из партийного архива
Дмитрий Волкогонов и А. Г. Латышев нашли в Центральном партийном архиве Института марксизма-ленинизма при ЦК КПСС ранее засекреченный документ, с пометкой Ленина, следующего содержания (ф.2, оп.2, д.226):95:

Народный Комиссар по Иностранным Делам
(совершенно секретно)
Петроград, 16 ноября 1917 года.
Председателю Совета Народных Комиссаров.
Согласно резолюции, принятой на совещании народных комиссаров, тт. Лениным, Троцким, Подвойским, Дыбенко и Володарским, мы произвели следующее:
1. В архиве министерства юстиции из дела об «измене» тт. Ленина, Зиновьева, Козловского, Коллонтай и др. изъят приказ германского императорского банка за № 7433 от 2‑го марта 1917 года об отпуске денег тт. Ленину, Зиновьеву, Каменеву, Троцкому, Суменсон, Козловскому и др. за пропаганду мира в России.
2. Проверены все книги банка Ниа в Стокгольме, заключающие счета тт. Ленина, Троцкого, Зиновьева и др., открытые по ордеру Германского Императорского банка за № 2754. Книги эти переданы тов. Мюллеру, командированному из Берлина.

 Уполномоченные Народного Комиссара по Иностранным Делам
Е. Поливанов, Ф. Залкинд
А. Латышев указывал, что наличие этого документа, идентичного документу из «собрания Сиссона», в спецархиве КПСС показывает, что не ко всем «документам Сиссона» должно относиться как к фальшивкам, а минимальное разночтение, обнаруженное в текстах из собрания Сиссона и хранившегося в ЦПА объясняется тем, что документ Сиссона известен нам в двойном переводе — на английский язык и с английского.:94—95
Геннадий Соболев однако утверждает, что текстологическое изучение этих документов позволяет выявить не только «минимальные разночтения», неправильное воспроизведение номеров счетов Имперского банка, трудно объяснимые совпадения ошибок и опечаток, но и предположить, что в данном случае мы имеем дело не с подлинником, а с текстом, переведенным с английского из опубликованных «документов Сиссона». Соболев считает, что нет ничего удивительного в том, что такой документ оказался в фонде Ленина: Ленин, конечно же, следил за тем, что писали о его «связях с Германией», и как сообщает Волкогонов, в Центральном особом архиве даже хранится досье Э. Сиссона.
Геннадий Соболев считает, что поддельность документа доказывается следующим:
- непонятно, зачем по такому щекотливому вопросу да ещё в таком составе созывать совещание и принимать резолюцию, да ещё привлекать к этой деликатной операции почти «человека с улицы» — Евгения Поливанова, проработавшего в Наркоминделе в должности сотрудника канцелярии всего несколько недель;
- непонятно, почему Временное правительство не опубликовало в июльские дни 1917 г. приказ германского имперского банка от 2 марта 1917 г., предписывающий платить Ленину и его соратникам «за пропаганду мира», вместо того, чтобы публиковать невнятную коммерческую переписку между Петроградом и Стокгольмом;
- названные в этом документе лица, которым платили «за пропаганду мира», в марте 1917 года находились в разных концах Европы и даже в Америке
- непонятно, как удалось уполномоченным Наркоминдела не только просмотреть, но и заполучить «книги банка Nya» из Стокгольма в Петроград, чтобы их «передать Мюллеру, командированному из Берлина»[15]